# Marimar
Marimar er en mexicansk tv-serie fra 1994. Hovedrollerne spilles af henholdsvis Thalía (Maria del Mar "Marimar" Pérez de Santibáñez) og Eduardo Capetillo (Sergio Santibáñez).